# AnimeFesta
AnimeFesta (ursprünglicher Name Anime Zone) ist ein seit 2017 aktives Webportal für Manga- und Anime-Serien, die sich an ein erwachsenes Publikum richtet.

## Hintergrund
Gestartet wurde das Portal im März des Jahres 2017 unter dem Namen Anime Zone (アニメZone), ehe der Name des Portals im Jahr 2019 in ComicFesta Anime (ComicFestaアニメ) umbenannt wurde. Seit Mai des Jahres 2021 heißt das Portal AnimeFesta.
AnimeFesta publiziert Mangaserien und produziert Anime-Serien, die in ihrer unzensierten Fassung auf dem Webportal gezeigt werden. Die zensierten Fassungen der von AnimeFesta produzierten Kurzanime werden im Nachtprogramm im japanischen Fernsehen gezeigt. Im April des Jahres 2019 rief das Portal einen Wettbewerb für Manga-Einreichungen aus. Der Gewinnertitel erhält eine Umsetzung als Anime.
Das Portal veröffentlicht Werke in den Genres Ecchi, Boys Love und Girls Love, welche als fast-Hentai angesehen werden. Die meisten Manga, die bei AnimeFesta publiziert werden, erhalten eine Druckauflage beim japanischen Verlag Suiseisha.
Alle von AnimeFesta produzierten Anime sind mit englischen Untertiteln auf der internationalen Plattform Coolmic verfügbar. Betreiber von AnimeFesta ist das Unternehmen WWWave Corporation.

## ComicFesta-Anime
Werke, die eine Anime-Produktion von AnimeFesta erhalten, sind als so genannte „ComicFesta-Anime“ bekannt. Bisher produzierte AnimeFesta folgende Kurzanime:
- Sōryo to Majiwaru Shikiyoku no Yoru ni... (2017)
- Skirt no Naka wa Kedamono Deshita. (2017)
- Omiai Aite Wa Oshiego, Tsuyokina, Mondaiji. (2017)
- 25-sai no Joshikōsei (2018)
- Amai Chōbatsu: Watashi wa Kanshu Sen’yō Pet (2018)
- Joshiochi!: 2-kai kara Onnanoko ga... Futtekita!? (2018)
- Shūdengo, Capsule Hotel de, Joushi ni Binetsu Tsutawaru Yoru. (2018)
- Papa Datte, Shitai (2019)
- Araiya-san! Ore to Aitsu ga Onnayu de!? (2019)
- Fire in His Fingertips (2019, 2021)
- XL Jōshi (2019)
- Overflow (2020)
- Ore no Yubi de Midarero.: Heitengo Futarikiri no Salon de... (2020)
- The Titan’s Bride (2020)
- Ōkami-san wa Taberaretai (2020)
- Otona nya Koi no Shikata ga Wakaranee! (2020)
- JimiHen—!! ~Jimiko o Kaechaū Jun Isei Kōyū~ (2021)
- Kuro-Gyaru ni Natta Kara Shinyū to Yatte Mita (2021)
- Maō Evelogia ni Mi o Sasage yo (2021)
- Showtime! ~Uta no Onee-san Datte Shitai~ (2021)
- Tensei Shoya Kara Musabori Etchi ~Ouji no Honmei wa Akuyakureijou~ (2022)[5]
- Harem Camp! (2022)
- Sazanami Sōshi ni Junketsu o Sasagu (2023)